# Hénin-sur-Cojeul
Hénin-sur-Cojeul település Franciaországban, Pas-de-Calais megyében. Lakosainak száma 528 fő (2022. január 1.). Hénin-sur-Cojeul Saint-Martin-sur-Cojeul, Neuville-Vitasse, Saint-Léger, Boiry-Becquerelle és Croisilles községekkel határos.

## Népesség
A település népességének változása:
| Lakosok száma | 500  | 536  | 539  | 527  | 523  | 524  | 527  | 528  | 528  |
|               | 2013 | 2015 | 2016 | 2017 | 2018 | 2019 | 2020 | 2021 | 2022 |